# ميليس بريدجيس
ميليس بريدجيس (بالإنجليزية: Miles Bridges)‏ هو لاعب كرة سلة أمريكي يلعب في مركز لاعب هجوم صغير الجسم أو لاعب هجوم قوي الجسم في نادي شارلوت هورنتس.

## روابط خارجية
- ميليس بريدجيس على موقع إن بي أي (الإنجليزية)
- ميليس بريدجيس على موقع سبورتس رفرنس (الإنجليزية)
- ميليس بريدجيس على موقع كرة السلة الأوروبية.كوم (الإنجليزية)
- ميليس بريدجيس على موقع إي إس بي إن.كوم (الإنجليزية)
- ميليس بريدجيس على موقع كلية كرة السلة في سبورتس رفرنس.كوم (الإنجليزية)
- ميليس بريدجيس على موقع ريلجم (الإنجليزية)
- ميليس بريدجيس على موقع بروبوليرز (الإنجليزية)